# Номура, Тэцуя
Тэцуя Номура (яп. 野村 哲也, род. 8 октября 1970, Коти, Япония) — японский игровой дизайнер и художник. Наиболее известен по созданию персонажей для знаменитой игровой серии Final Fantasy компании Square Enix. В 2007 году в списке наиболее важных и значимых людей в игровой индустрии журналом Next Generation Magazine был поставлен на 7-е место.

## Биография
Номура родился в префектуре Коти (остров Сикоку). В молодости работал в профессионально-техническом училище, рисовал изображения для информационных объявлений.
В начале 1990 года его наняла на работу компания Square (на данный момент Square Enix), где он сразу же приступил к отладке игры Final Fantasy IV и к созданию монстров для Final Fantasy V. Чуть позже ему доверили дизайн второстепенных персонажей в Final Fantasy VI. Рассветом карьеры Номуры можно считать 1995 год, когда его назначили на должность главного дизайнера персонажей Final Fantasy VII. Сменив на этом посту традиционного художника всех предыдущих частей серии Ёситаку Амано, Номура полностью поменял художественную стилистику и внешний вид героев. Игра получила много положительных отзывов и имела ошеломительный коммерческий успех, став одной из лучших игр когда-либо создававшихся для приставки PlayStation. В следующей игре серии, Final Fantasy VIII, Номура вновь выступил в роли главного дизайнера персонажей, и вновь его работа была оценена по достоинству, что позволило художнику окончательно закрепиться в компании. После появления приставки PlayStation 2 создал персонажей для ещё трёх игр основной линейки: Final Fantasy X, Final Fantasy X-2 и Final Fantasy XI.
Кроме основной серии, Номура также принимал участие и в других проектах Square Enix. Например, в 1998 году он работал над такими известными играми как Parasite Eve и Brave Fencer Musashi. Приложил руку к дизайну персонажей игр Ehrgeiz (файтинг, в PS1-версии которого присутствовали персонажи седьмой части Final Fantasy) и The World Ends with You (игра для карманной консоли Nintendo DS). Номура выступал в роли директора и дизайнера персонажей и в серии Kingdom Hearts: в первой игре Kingdom Hearts, в сиквеле для карманной консоли Game Boy Advance Kingdom Hearts: Chain of Memories и в сиквеле для PlayStation 2 Kingdom Hearts II.
Пришлось Номуре поработать и в кино, он заново перерисовывал персонажей седьмой части «последней фантазии» для фильма Final Fantasy VII: Advent Children, созданного на основе CGI-анимации. Помимо концептуальных рисунков он сочинил также некоторые тексты для саундтрека.
Номура работал над проектами компиляции Fabula Nova Crystallis: Final Fantasy XIII. Во всех четырёх играх он является главным дизайнером персонажей, а в Final Fantasy XV ещё был режиссёром, пока разработку игры не передали Хадзиме Табате.

## Участие в проектах
- Final Fantasy V (1992) — графика сражений
- Final Fantasy VI (1994) — директор по графике
- Live A Live (1994) — Tosa-ben Translation
- Chrono Trigger (1995) — прорисовка текстур
- Front Mission (1995) — графика
- Super Mario RPG: Legend of the Seven Stars (1996) — особая благодарность
- Final Fantasy VII (1997) — дизайнер персонажей, сценарист, графика сражений
- Parasite Eve (1998) — дизайнер персонажей
- Ehrgeiz: God Bless the Ring (1998) — дизайнер персонажей
- Brave Fencer Musashi (1998) — дизайнер персонажей
- Parasite Eve II (1999) — дизайнер персонажей
- Final Fantasy VIII (1999) — дизайнер персонажей, графика сражений
- The Bouncer (2000) — дизайнер персонажей
- Final Fantasy X (2001) — дизайнер персонажей
- Kingdom Hearts (2002) — руководитель, концептуальный дизайнер, дизайн персонажей и сценарист
- Final Fantasy X-2 (2003) — дизайнер главных персонажей
- Before Crisis: Final Fantasy VII (2004) — дизайнер персонажей
- Kingdom Hearts: Chain of Memories (2004) — руководитель, концептуальный дизайнер, дизайн персонажей и сценарист
- Musashi: Samurai Legend (2005) — дизайнер главных персонажей
- Last Order: Final Fantasy VII (2005) — супервайзер
- Final Fantasy VII: Advent Children (2005) — руководитель
- Kingdom Hearts II (2005) — руководитель, концептуальный дизайнер, дизайн персонажей и сценарист
- Final Fantasy V Advance (2006) — дизайнер монстров
- Dirge of Cerberus: Final Fantasy VII (2006) — дизайнер персонажей
- Dirge of Cerberus Lost Episode: Final Fantasy VII (2006)
- Crisis Core: Final Fantasy VII (2007) — креативный продюсер, дизайнер персонажей
- The World Ends with You (2007) — дизайнер персонажей, креативный продюсер
- Kingdom Hearts coded (2008) — руководитель, концептуальный дизайнер, дизайн персонажей и сценарист
- Kingdom Hearts 358/2 Days (2009) — руководитель, концептуальный дизайнер, дизайн персонажей и сценарист
- Dissidia: Final Fantasy (2008) — креативный продюсер и дизайнер персонажей
- Final Fantasy XIII (2009) — дизайнер персонажей
- Kingdom Hearts Birth by Sleep (2010) — руководитель, концептуальный дизайнер, дизайн персонажей и сценарист
- Final Fantasy Type-0 (2011) — креативный продюсер и дизайнер персонажей
- The 3rd Birthday (2010) — креативный продюсер, концептуальный дизайнер и дизайнер персонажей
- Dissidia 012 Final Fantasy (2011) — креативный продюсер и дизайнер персонажей
- Mario Sports Mix (2011) — особая благодарность
- Final Fantasy XIII-2 (2011) — дизайнер персонажей
- Theatrhythm Final Fantasy (2011) — креативный продюсер
- Kingdom Hearts 3D: Dream Drop Distance (2012) — руководитель, концептуальный дизайнер, дизайн персонажей и сценарист
- Lightning Returns: Final Fantasy XIII (2013) — дизайнер персонажей
- Final Fantasy XV (2016) — руководитель и дизайнер персонажей
- Kingdom Hearts III — руководитель, концептуальный дизайнер, дизайн персонажей и сценарист
- Final Fantasy VII Remake — руководитель и дизайнер персонажей